# John Elway
John Albert Elway jr. (*28. červen 1960) je bývalým hráčem amerického fotbalu a členem americké fotbalové síně slávy Pro Football Hall of Fame. Nastupoval v dresu univerzitního týmu Stanfordu a poté coby hráč Denver Broncos ve slavné National Football League. Celou svoji kariéru strávil na pozici quarterbacka.
Elway patří mezi největší ikony amerického fotbalu. Už od svého mládí mezi svými vrstevníky vynikal a to se také promítlo v draftu NFL 1983, kdy si ho tým Baltimore Colts vybral jako číslo 1. Za tento tým ale nechtěl Elway hrát, tak si vymohl trade do Denveru Broncos. V americké NFL se adaptoval velmi rychle a hned ve své druhé sezoně stanovil několik klubových rekordů. Postupem času se z něj stala jedna z největších hvězd ligy, což vyvrcholilo v roce 1987, kdy se zařadil mezi nesmrtelné legendy. Tehdy totiž v konferenčním finále s týmem Cleveland Browns předvedl jednu z největších individuálních akcí v historii National Football League. Tehdy John Elway svým neuvěřitelným 98-yardovým posunem během 5 minut vyrovnal necelou minutu před koncem skóre zápasu, který Denver Broncos vyhráli v prodloužení 23:20. Super Bowlu však pro ně znamenal konečnou. V roce 1988 a 1990 svoji účast v Super Bowlu zopakovali, ovšem znovu s neúspěšným koncem. Prokletí se podařilo zlomit až v roce 1998, kdy Denver zvítězil nad Green Bay Packers a Elway byl vyhlášen hráčem zápasu. Hned další rok následovalo druhé vítězství, tentokrát proti týmu Atlanta Falcons. Tento zápas byl zároveň posledním v Elwayově šestnáctileté kariéře v NFL. S americkým fotbalem se pak definitivně rozloučil v zápase Pro Bowlu v roce 1999. Jeho dres se s číslem 7 se Denver Broncos rozhodli slavnostně vyřadit.
V roce 2004 byl Elway uveden do fotbalové síně slávy Pro Football Hall of Fame, což bylo jen očekávané zakončení jeho veleúspěšné kariéry, ověnčené mnoha rekordy a oceněními. V současné době je Elway spoluvlastníkem týmu Colorado Crush, působícího v Arena Football League. Od roku 2011 také působí ve vedení Broncos jako Výkonný viceprezident fotbalových operací.

## Úspěchy
- Super Bowl winner (1997, 1998)
- 9x Pro Bowl selection (1986, 1987, 1989, 1991, 1993, 1994, 1996, 1997, 1998)
- 1987 NFL MVP
- Super Bowl MVP (1998)
- 2x UPI AFL-AFC Offensive Player of the Year (1987, 1993)
- Denver Broncos Ring of Fame
- Denver Broncos #7 retired